# Кравотынь
Кравоты́нь — деревня (раньше — село) в Осташковском районе Тверской области. Входит в Сорожское сельское поселение.

## География
Находится на восточном берегу озера Селигер, к северу от города Осташков: 13 км по прямой, 17 км по озеру, более 27 км по дорогам.

## История
Кравотынь — одно из древних сел Осташковского района. Первое упоминание в летописи о селении Кравотынь относится к 1478 году. До конца XV века эти земли принадлежали новгородскому архиепископу, а с 1588 года — боярину Вельскому. В 1608 году Кравотынская вотчина перешла из казны во владение к князю Борису Лыкову, которому её пожаловал царь Василий Шуйский. Князь Лыков владел Кравотынской вотчиной, то есть селом и окружающими его деревнями, до самой смерти и завещал её на поминовение души Пафнутьево-Боровскому монастырю, которому она принадлежала вплоть до указа Екатерины II 1764 года об отчуждении монастырских земель.
По данным 1859 года казённое село Кравотынь Тверской губернии имело 70 дворов и 479 жителей, православную церковь и сельское училище. Во второй половине XIX — начале XX века село — центр одноимённых волости и прихода Осташковского уезда . В 1889 году 113 дворов, 613 жителей. Кроме земледелия жители занимались рыболовством, в пользовании крестьян находились часть озера Селигер, часть озера Серемо, озёра Глубокое, Хреское, Лодыжня и река Княжа. В селе работала школа, построенная на средства местного крестьянина М. П. Ёжикова.
После Октябрьской революции населённые пункты Кравотынской волости в 1923 году перешли в состав Чернодорской волости, а весной 1924 года — в состав Осташковской волости Осташковского уезда. Село Кравотынь вошло в состав Котчищенского сельсовета С 1929 года сельсовет в составе Осташковского района Западной области, с 1935 года в Калининской области.
В период коллективизации крестьяне села Кравотынь создали колхоз «Красная Кравотынь». Перед войной в селе было 47 хозяйств, в нём работала постоянная бригада рыбаков, имелись лодки грузоподъемностью 5-10 т.
Во время Великой Отечественной войны (октябрь 1941—январь 1942) Кравотынь оказалась на переднем крае обороны, проходившему по озеру Селигер.
После войны в 50-е годы колхоз «Красная Кравотынь», объединявший 39 хозяйств, попал под укрупнение. Позже колхоз вошел в состав совхоза «Селигер». В 1950 году в селе Кравотынь проживало 156 человек, с 1954 года — в Зальцовском сельсовете Осташковского района и числится деревней. В 1968 году количество жителей — 55 человек, в 1989 — 17 человек (13 хозяйств), в 1997 — 7 хозяйств, 11 жителей.
Всего в деревне около сотни домов, большинство — дачи. Кравотынь превратилась в дачный посёлок со смешанной застройкой, летом население увеличивается в несколько раз за счёт отдыхающих.

## Население
| 1859 | 1889 | 1950 | 1968 | 1989 | 2002 | 2010 |
| ---- | ---- | ---- | ---- | ---- | ---- | ---- |
| 479  | ↗613 | ↘156 | ↘55  | ↘17  | ↗21  | →21  |

## Инфраструктура

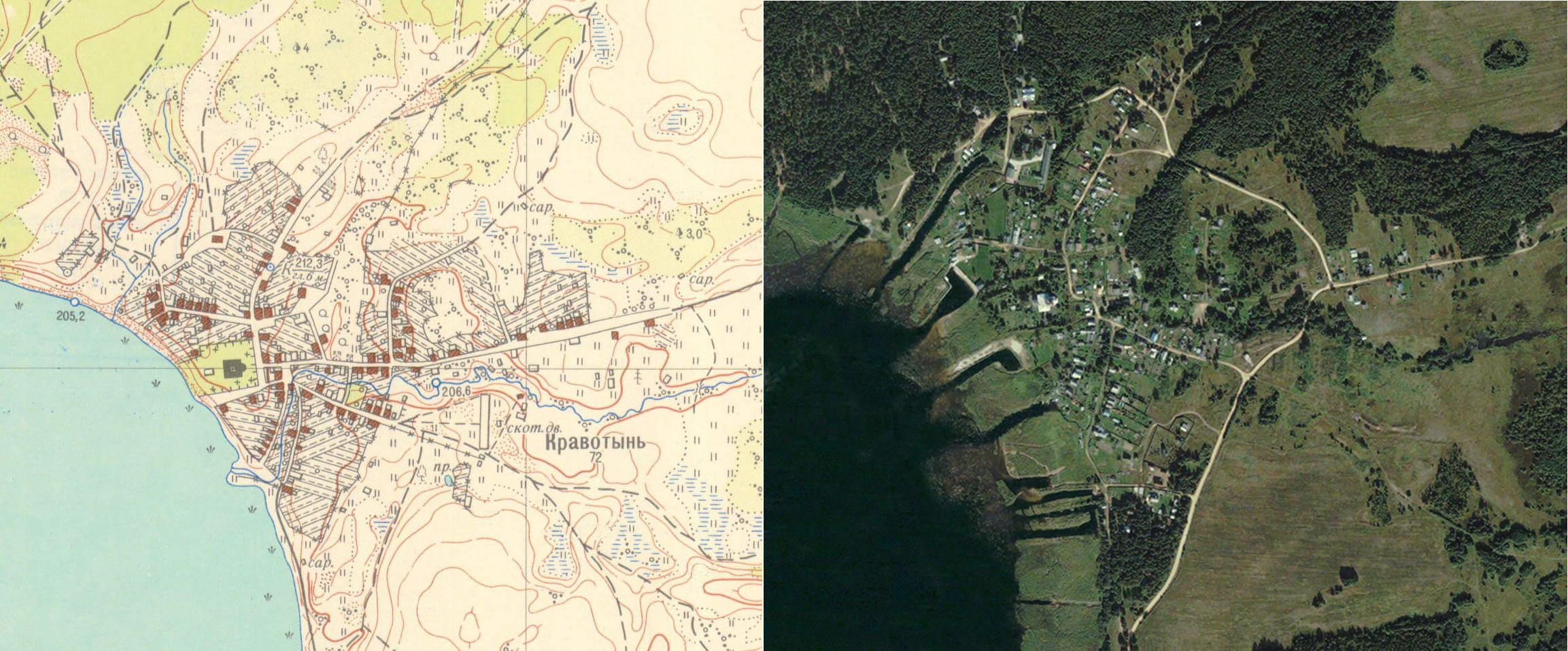
Кравотынь на карте 1940-х годов и на современном космоснимке

Планировка и застройка Кравотыни отражают принципы формирования древних городов. Ядром населенного пункта обычно являлись крепость или кремль, а в данном случае, погост, обнесён кирпичной стеной с башенками, и омывается водами с одной стороны — плёса озера, с другой — ручья. В стенах здешней «крепости» или «кремля», как и везде, возведён храм, за стенами которого слободы и улицы. В устье реки устраивали причалы. Здесь тоже основные причалы сельчан находятся не по всему озерному побережью, а в одном месте — в гавани устья ручья. Основных сельских улиц четыре. Одна идет от гавани, вдоль ручья к площади перед въездными воротами «кремля». Три других также сходятся к «кремлю»: две по разным сторонам ручья с восточной окраины села, третья подходит к нему по северному берегу, поворачивает и идет вдоль стены, затем снова поворачивает за «крепостную башню» и по взгорку подходит к крепостным воротам. Центральные общественные объекты городов, как правило, располагались у основных крепостных ворот. В Кравотыне недалеко от центральной площади находятся 2 объекта: «торжище» — то есть магазин, и «гульбище» — общедоступная детская площадка, обустроенная одним из щедрых местных дачников- семьи Москвиных, которые облагораживают деревню по сей день. Можно считать, что исконная Кравотынь — это средневековый город в миниатюре.

## Русская православная церковь

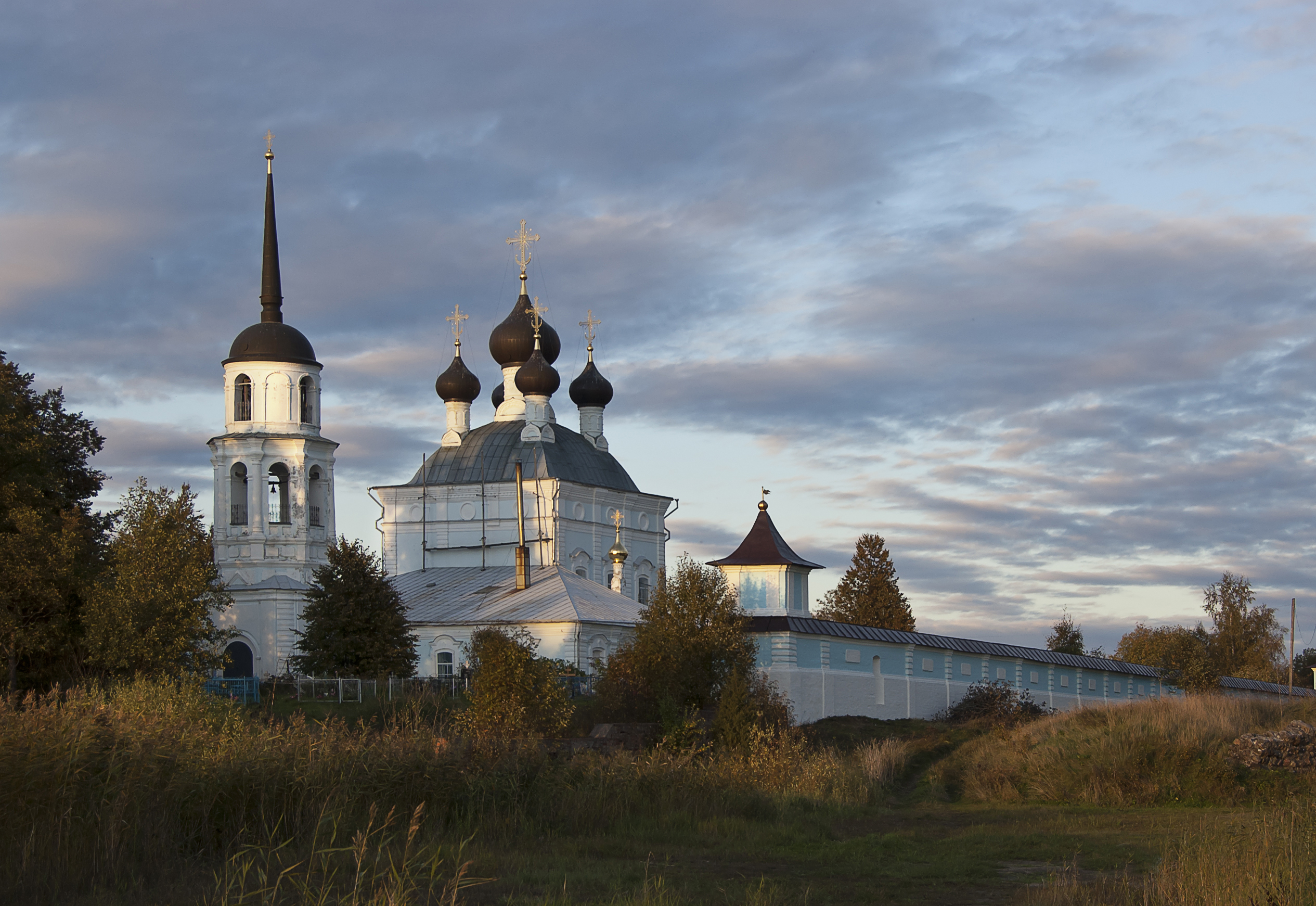
Введенская церковь

Церковь Введения Пресвятой Богородицы (1792—1802 годы). Церковь стоит на берегу Селигера и обнесена каменной оградой. 9 июня 2014 года во Введенском храме была открыта мемориальная доска, посвященная выдающемуся русскому церковному историку Василию Васильевичу Болотову.

## Известные люди
В селе родились:
- Мина Лукич Колокольников — русский художник-портретист XVIII века, основоположник династии осташковских художников.
- Василий Васильевич Болотов — русский православный историк церкви.
- Василий Иванович Быков — командир торпедного катера, Герой Советского Союза (1944), позже контр-адмирал.